# Бакиева, Гульнара Абдуваситовна
Баки́ева Гульна́ра Абдуваси́товна (1958, с. Ырыс, Сузакский район (Джалал-Абадская область) — 2003) — советский и киргизский учёный, доктор философских наук, профессор, основатель кафедры философии и социально-гуманитарных наук в Кыргызском экономическом университете имени М. Рыскулбекова.

## Биография
Г. А. Бакиева родилась в 1958 году в селе Ырыс, Сузакского района (Джалал-Абадская область). Училась в Киргизском государственном университете имени 50-летия образования СССР. В 1985 году в Ленинграде защитила диссертацию на соискание степени кандидата философских наук по теме «Социалистическое национальное самосознание как общественное явление». Преподавала на кафедре философии и гуманитарных дисциплин Киргизского женского педагогического института. Была заведующей кафедрой философии и социальных наук в технологическом университете «Дастан». В 1997 году стала первым руководителем и создателем кафедры философии и социально-гуманитарных наук в Кыргызском экономическом университете имени М. Рыскулбекова.
В 2000 году Г. А. Бакиева выпустила монографию «Социальная память и современность», в которой была показана «важность проблемы политической, национальной и культурной идентичности в широком социально-политическом контексте». В 2001 году защитила диссертацию на соискание степени доктора философских наук по теме «Философский анализ феномена социальной памяти». Защита проходила в Санкт-Петербургском государственном университете. Научным консультантом работы был А. О. Бороноев. А. Ч. Какеев отмечал, что, исследуя научно-философский статус социальной памяти и раскрывая её сущность структуру и функции, Г. А. Бакиева в своей докторской диссертации рассматривала человека «как учредителя социальной памяти, который присутствует в прошлом, настоящем и будущем» .
Г. А. Бакиева скончалась в 2003 году в результате болезни.

## Память
В 2004 году состоялась Республиканская научно-практическая конференция «Социальная память: сущность, место и роль в обществе», посвященная памяти доктора философских наук, профессора Бакиевой Гульнары Абдуваситовны.
В 2007 году монография Гульнары Бакиевой «Социальная память и современность» была переведена на английский язык и издана в США под названием Social memory and contemporaneity. Инициатива издания принадлежит Совету по изучению ценностей и философии (Council for Research in Values and Philosophy) при Католическом университете Америки. Автором предисловия к англоязычному изданию стал профессор Джон П. Хоган, ведущий исследователь Совета. Он отметил, что работа Бакиевой имеет большое значение в современном мире, а тема социальной памяти и проблемы её сохранения играют важную роль в философском и культурном наследии. В связи с этим Совет занялся распространением книги «по всем философским центрам и университетам во многих странах мира». Книга Бакиевой Social memory and contemporaneity упоминается в работах разных авторов. К её монографии обращаются учёные, исследуя, например, конфликтные ситуации в истории Римской империи времён Тиберия, или изучая традиции философской метафоры в афроамериканской литературе. Её книга оказывается полезной в работе, анализирующей вопросы постгуманизма на примере латиноамериканской научной фантастики 1960—1999 годов. Представления Бакиевой о социальной памяти, изложенные в её монографии, используются в исследовании культурного наследия Явы.
Т. А. Бакчиев отмечает, что Бакиева впервые в истории манасоведения «рассматривает эпос „Манас“, как мнемонический разум и культурный код кыргызов».
А. Ч. Какеев, вспоминая работу Г. А. Бакиевой, посвящённую философскому анализу феномена социальной памяти, называет её «знаковой». Он отмечает, что Бакиева «была одним из двух философов республики, изучавших эту проблему»: 
Заслуживают поддержки и дальнейшего развития мысли автора об особенностях механизма трансляции социальной памяти, дихотомии «традиционность» и «современность», а также о соотношении социальной памяти кыргызского общества и модернизации.
При кафедре философии и социально-гуманитарных наук в Кыргызском экономическом университете имени М. Рыскулбекова учреждён Методический кабинет имени Г. А. Бакиевой.
Имя Гульнары Абдуваситовны Бакиевой носит школа № 24 (Жалал-Абадская область, Сузакский район).